# Marcantonio Bassetti
Marcantonio Bassetti (* 17. Januar 1586 in Verona; † 1630 ebenda) war ein italienischer Maler des Seicento am Übergang vom Manierismus zum Frühbarock.

## Leben
Nach dem zeitgenössischen Biographen Carlo Ridolfi erlernte Bassetti in Verona bei Felice Brusasorzi die Malerei. Nach Arslan begleite er zunächst den Bologneser Lodovico Carracci bei seinen Arbeiten in der Po-Ebene, bevor er bei Brusasorzi in die Schule ging. Mit seinem Veroneser Meister Brusasorzi arbeitete er 1600 an einer Pala für die Kapuzinerkirche in Bozen. Womöglich ging er unmittelbar nach dem Tod Brusasorzis 1605 nach Venedig.
In der Lagunenstadt kopierte er nach Ridolfi bedeutende Werke von Tintoretto und finanzierte damit seinen Lebensunterhalt. Er schloss eine lebenslange Freundschaft mit Jacopo Palma dem Jüngeren, mit dem er auch zusammenarbeitete. Spätestens in Venedig lernte er mit Leandro Bassano einen weiteren Maler aus Venetien kennen. Der Einfluss dieser venezianischen Maler sollte auch fortan seine Arbeiten beeinflussen. Von seinen manieristischen Anfangsjahren in Verona und Venedig können keine Arbeiten ihm zweifelsfrei zugeschrieben werden.
Noch vor 1616 ging er mit Pasquale Ottino und Alessandro Turchi, beide ebenfalls ehemalige Schüler des Brusasorzi, nach Rom. In der Stadt am Tiber bildeten sie das sogenannte „Trio aus Verona“. In einem Brief an Palma dem Jüngeren vom Mai 1616 bekannte er, dass ihn das künstlerische Ambiente in Rom nicht gefalle und nur der Krieg ihn vor einer Rückkehr abhalten würde.
In Rom behielt er zunächst seinen an der venezianischen Schule angelehnten Stil bei, wurde aber zugleich von den Arbeiten von Orazio Borgiani, Hendrick ter Brugghen und Adam Elsheimer beeinflusst. In den Jahren 1616 bis 1618 arbeitete er mit Carlo Saraceni an zwei Altarretabeln für die Kirche Santa Maria dell’Anima, die allerdings verloren gegangen sind. In etwa zur gleichen Zeit war er mit Ottino, Turchi und Saraceni an der Ausgestaltung der Sala Regia im Quirinalspalast beschäftigt. Für die Sammlung von Scipione Caffarelli Borghese in der Galleria Borghese entstand ein weiteres Bild in dieser Periode. Während seines Romaufenthaltes, der bis Anfang der 1620er Jahre andauerte, schien er zudem als Lehrer an der Accademia di San Luca auf. Gegen Ende seines Aufenthaltes machte sich in seinen Werken immer stärker der Einfluss Caravaggios bemerkbar. Noch in Rom fertigte er eine Pala mit den heiligen Firmus, Vitus und Rusticus für den Augustinerorden in München an, das sich mittlerweile in den Bayerischen Staatsgemäldesammlungen auf Schloss Schleißheim befindet. Eine weitere Pala entstand für die Kirche Santo Stefano in Verona. Das Altarbild mit fünf Veroneser Bischöfen ist bereits deutlich vom Stile Caravaggios beeinflusst und eines der bedeutendsten Beispiele der Caravaggisten in Venetien.
1625 ist der Aufenthalt Bassettis in Verona wieder belegt. Nach seiner Rückkehr in die Heimatstadt ließ der Einfluss Caravaggios auf seine Arbeiten nach und er näherte sich dem Stile von Domenico Fetti an. In den folgenden Jahren machte er sich vor allem als Porträtmaler einen Namen. Das im Museum im Castelvecchio befindliche Porträt Il Vecchio con libro (dt. Der Alte mit Buch) wird von Kunstkritikern mit Werken von Rembrandt verglichen.
In seinen letzten Lebensjahren fertigte er darüber hinaus auch Bilder mit religiösen Motiven für mehrere Kirchen in Verona an, darunter San Tommaso, Sant’Anastasia und San Fermo Maggiore. Bassetti starb 1630 während der in Verona herrschenden Pestepidemie, der er vermutlich zum Opfer fiel. Zu seinen Arbeiten gehören zahlreiche Werke in Chiaroscuro. Als Künstler stand er lange im Schatten von Alessandro Turchi. Erst in den 1920er Jahren wurde er von Kunstkritikern als Caravaggist neu bewertet.

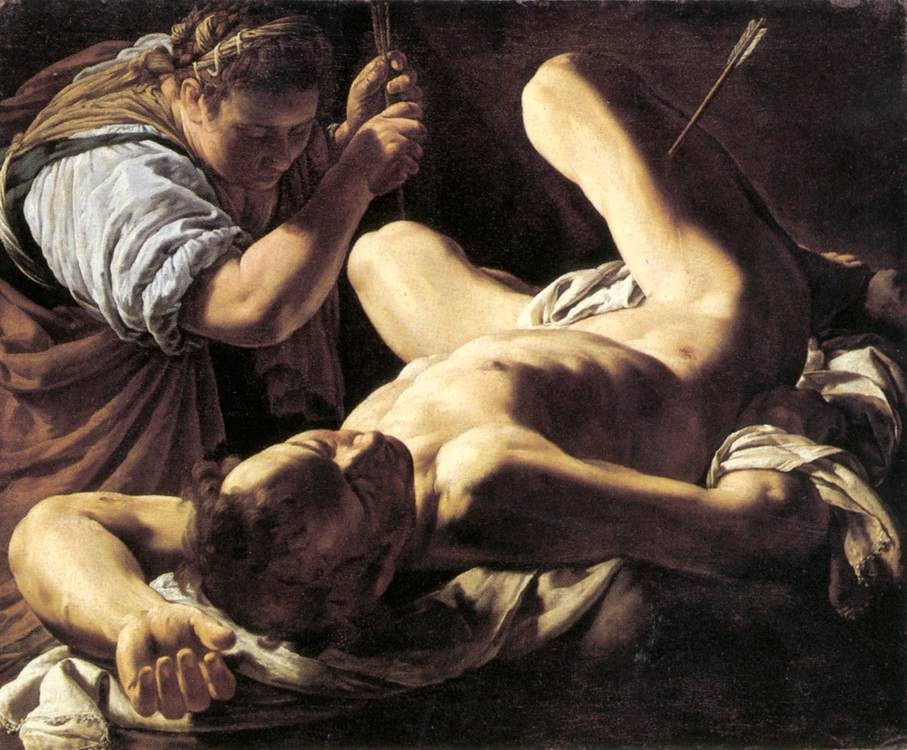
Der heilige Sebastian wird von der heiligen Irene gepflegt (Musée des Beaux-Arts)
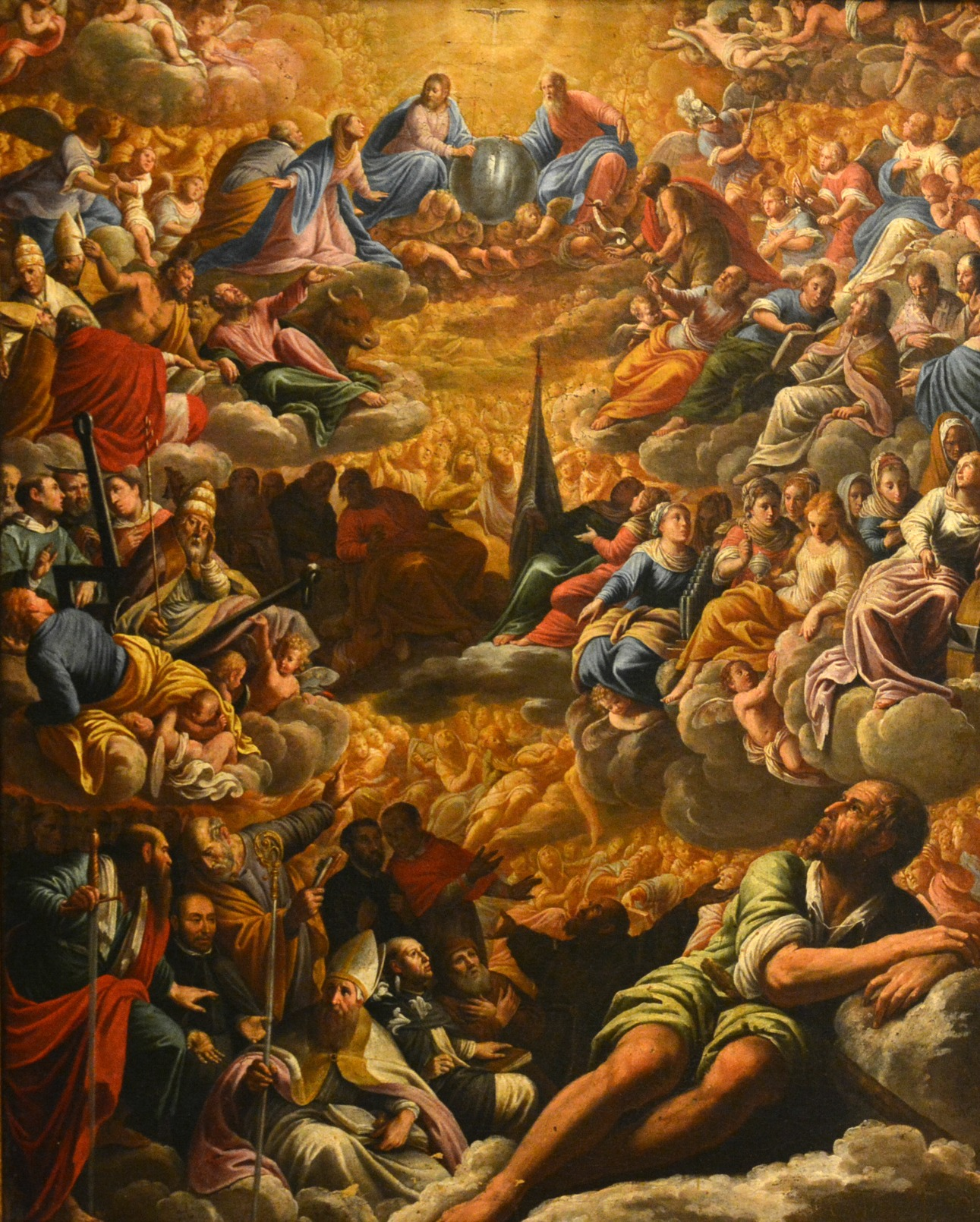
Paradies (Museo di Capodimonte)
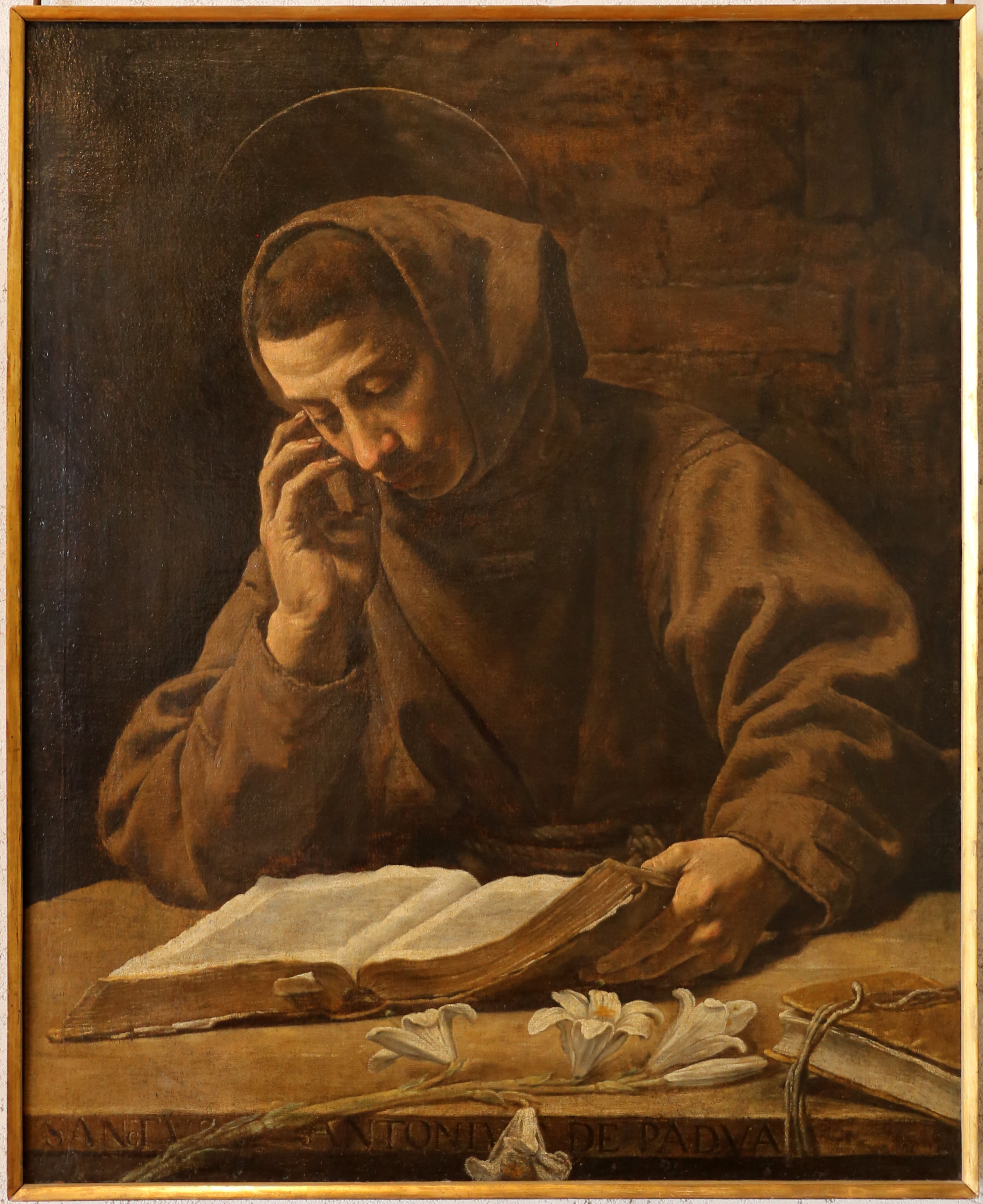
Der lesende Antonius von Padua (Castelvecchio)
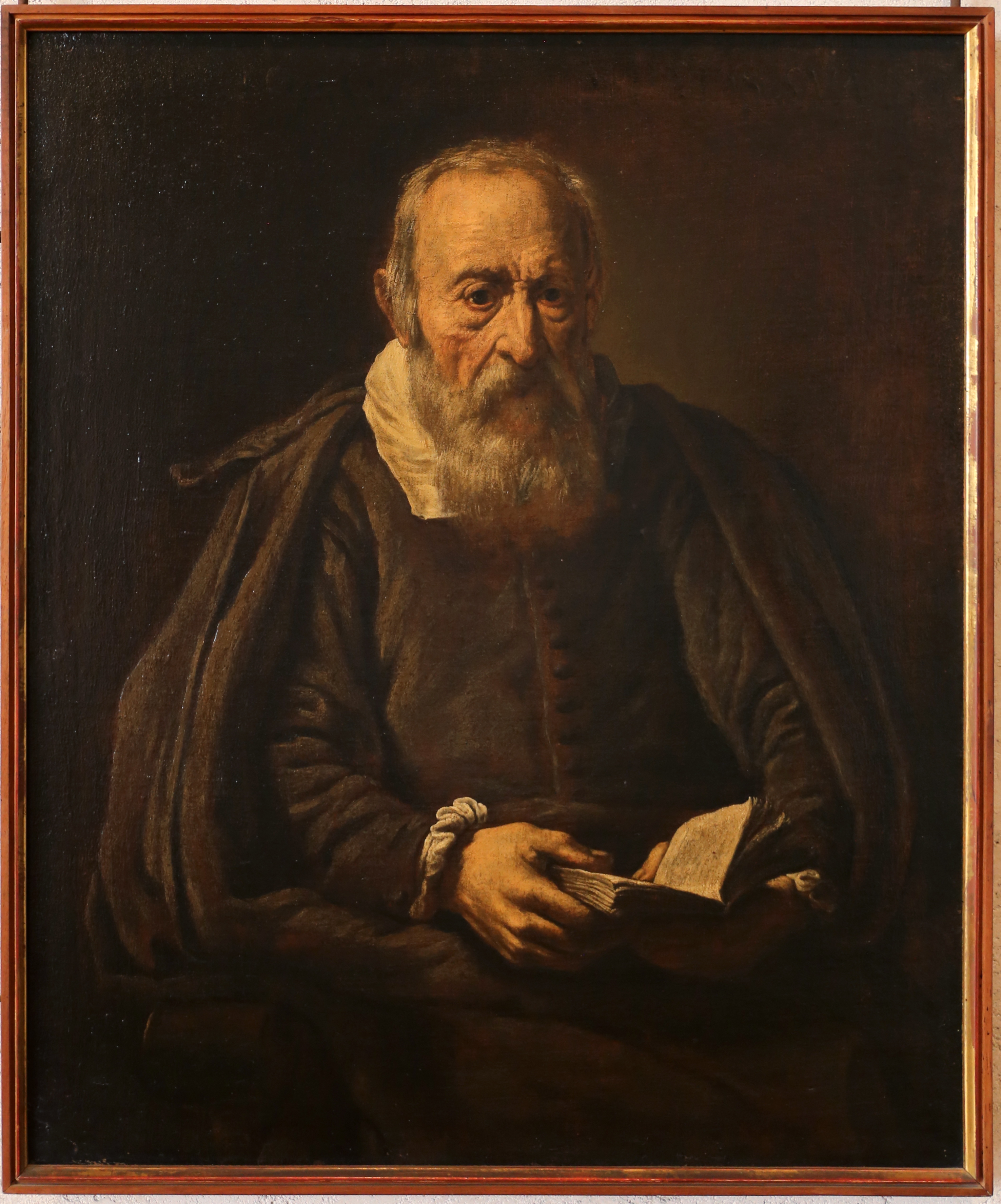
Der Alte mit Buch (Castelvecchio)